# Pieve Torina
Pieve Torina é uma comuna italiana da região dos Marche, província de Macerata, com cerca de 1.377 habitantes. Estende-se por uma área de 74 km², tendo uma densidade populacional de 19 hab/km². Faz fronteira com Fiordimonte, Monte Cavallo, Muccia, Pievebovigliana, Serravalle di Chienti, Ussita, Visso.

## Demografia
| Variação demográfica do município entre 1861 e 2011                               |
|                                                                                   |
| Fonte: Istituto Nazionale di Statistica (ISTAT) - Elaboração gráfica da Wikipedia |